# Teion Yakedo / Shunrenka / I Need You ~Yozora no Kanransha~
Teion Yakedo / Shunrenka / I Need You ~Yozora no Kanransha~ (低温火傷/春恋歌/I Need You ～夜空の観覧車～ Quemadura Fría / Canción de amor de primavera / Te necesito ~ Rueda de la fortuna en el cielo nocturno ~?) es el 3er sencillo de Tsubaki Factory. Fue lanzado el 21 de febrero de 2018 en 7 ediciones: 3 regulares y 4 limitadas. La primera edición de las ediciones regulares incluyó una tarjeta coleccionable aleatoria de 10 tipos según la versión (30 en total). La edición limitada SP incluyó una tarjeta con el número de serie de la lotería del evento. La canción "Teion Yakedo" se prelanzó digitalmente el 2 de diciembre de 2017 en YouTube bajo el nombre de "Teion Yakedo (Smartphone-you Promotion Eizou)".

## Lista de Canciones

### CD
1. Teion Yakedo
2. Shunrenka
3. I Need You ~Yozora no Kanransha~
4. Teion Yakedo (Instrumental)
5. Shunrenka (Instrumental)
6. I Need You ~Yozora no Kanransha~ (Instrumental)

### Edición Limitada A DVD
1. Teion Yakedo (Music Video)

### Edición Limitada B DVD
1. Shunrenka (Music Video)

### Edición Limitada C DVD
1. I Need You ~Yozora no Kanransha~ (Music Video)

### Edición Limitada SP DVD
1. Teion Yakedo (Dance Shot Ver.)
2. Shunrenka (Dance Shot Ver.)
3. I Need You ~Yozora no Kanransha~ (Close-up Ver.)

### Event V
1. Teion Yakedo (Close-up Ver.)
2. Shunrenka (Close-up Ver.)
3. I Need You ~Yozora no Kanransha~ (Close-up Ver. II)

## Miembros Presentes
- Riko Yamagishi
- Risa Ogata
- Kisora Niinuma
- Ami Tanimoto
- Yumeno Kishimoto
- Kiki Asakura
- Mizuho Ono
- Saori Onoda
- Mao Akiyama

## Pocisiones de Oricon

#### Clasificación Diario y Semanal
| Lun | Mar      | Mier    | Jue | Vie     | Sab | Dom     | Puestos semanales  | Ventas             |
| --- | -------- | ------- | --- | ------- | --- | ------- | ------------------ | ------------------ |
| -   | 2 54,019 | 2 6,038 | 4   | 3 1,524 | 12  | 2 4,521 | 2                  | 68,266             |
| 31  | -        | -       | 25  | -       | -   | -       | 53                 | 1,212              |
| -   | -        | -       | -   | -       | -   | -       | 141                | 346                |
| -   | -        | -       | -   | -       | -   | -       | Fuera por 1 semana | Fuera por 1 semana |
| -   | -        | -       | 9   | -       | -   | -       | 44                 | 1,584              |
| -   | -        | -       | 16  | -       | -   | -       | 74                 | 661                |
| -   | -        | -       | 16  | -       | -   | -       | 92                 | 366                |
| -   | -        | -       | -   | -       | -   | -       | 66                 | 665                |

#### Clasificación Mensual
| Año  | Mes     | Puestos mensuales | Ventas | Ref   |
| ---- | ------- | ----------------- | ------ | ----- |
| 2018 | Febrero | 7                 | 69,478 | [ 4 ] |

#### Clasificación Anual
| Año  | Puestos anuales | Ventas | Ref   |
| ---- | --------------- | ------ | ----- |
| 2018 | 90              | 73,100 | [ 5 ] |